# Temporada de tifones del Pacífico de 2002
La temporada de tifones del Pacífico de 2002 fue la temporada ligeramente activa, con solo veintiséis tormentas tropicales, dieciséis tifones y ocho súper tifones. La temporada estuvo activa durante 2002, con mayor incidencia entre mayo y octubre. El enfoque de este artículo está limitado para el océano Pacífico al norte del ecuador entre el meridiano 100° este y el meridiano 180°. La primera tormenta nombrada de la temporada, Tapah, se desarrolló el 11 de enero, mientras que la última tormenta nombrada de la temporada, Pongsona, se disipó el 11 de diciembre.
Dentro del océano Pacífico noroccidental, hay dos agencias quienes de forma separada asignan nombres a los ciclones tropicales de los cuales resultan en un ciclón con dos nombres. La Agencia Meteorológica de Japón nombra un ciclón tropical en el que se basarían en la velocidad de vientos sostenidos en 10 minutos de al menos 65 km/h, en cualquier área de la cuenca. Mientras que el PAGASA (Servicio de Administración Atmosférica, Geofísica y Astronómica, por sus siglas en inglés) de Filipinas asigna nombres a los ciclones tropicales que se mueven dentro o forma de una depresión tropical en el área de responsabilidad localizados entre 135° E y 115° E y también entre 5°-25° N, sí el ciclón hubiera tenido un nombre asignado por la Agencia Meteorológica de Japón. Las depresiones tropicales, que son monitoreadas por el Centro Conjunto de Advertencia de Tifones de Estados Unidos, son numeradas agregándoles el sufijo "W".

## Pronósticos
| TSR Pronósticos      | Tormentas tropicales | Tifones totales      | CTs Intensas         | Ref.    |
| -------------------- | -------------------- | -------------------- | -------------------- | ------- |
| Promedio (1972–2001) | 26.3                 | 16.4                 | 7.9                  | [ 1 ]   |
| 6 de marzo de 2002   | 28.6                 | 18.7                 | 9.6                  | [ 1 ]   |
| 5 de abril de 2002   | 29.6                 | 19.8                 | 9.8                  | [ 1 ]   |
| 7 de mayo de 2002    | 30.5                 | 20.9                 | 10.3                 | [ 1 ]   |
| 7 de junio de 2002   | 30.8                 | 21.1                 | 10.5                 | [ 1 ]   |
| 11 de julio de 2002  | 28.6                 | 19.2                 | 11.8                 | [ 1 ]   |
| 6 de agosto de 2002  | 28.4                 | 19.0                 | 11.5                 | [ 1 ]   |
| Otros pronósticos    | Pronóstico central   | Tormentas tropicales | Tifones              | Ref     |
| 7 de mayo de 2002    | Chan                 | 27                   | 17                   | [ 1 ]   |
| 28 de mayo de 2002   | Chan                 | 27                   | 18                   | [ 1 ]   |
| Temporada de 2002    | Pronóstico central   | Ciclones tropicales  | Tormentas tropicales | Tifones |
| Actividad actual:    | JMA                  | 43                   | 26                   | 15      |
| Actividad actual:    | JTWC                 | 33                   | 26                   | 17      |
| Actividad actual:    | PAGASA               | 13                   | 10                   | 5       |

Durante el año, la Agencia Meteorológica de Japón (JMA) emitió avisos sobre ciclones tropicales al oeste de la línea internacional de cambio de fecha a la península de Malaca y al norte del ecuador, en su función de Centro Meteorológico Regional Especializado oficial, según lo designado por el Organización Meteorológica Mundial (OMM) en 1989. La Agencia Meteorológica de Japón (JMA) emitió pronósticos y análisis cada seis horas a partir de la medianoche UTC utilizando la predicción numérica del tiempo (NWP) y un modelo climatológico de pronóstico de ciclones tropicales. Utilizaron la técnica Dvorak y NWP para estimar los vientos sostenidos y la presión barométrica de 10 minutos. El Centro Conjunto de Advertencia de Tifones (JTWC) también emitió advertencias sobre tormentas dentro de la cuenca, operando desde Pearl Harbor en Hawái y proporcionando pronósticos a las Fuerzas Armadas de los Estados Unidos en los océanos Índico y Pacífico. La agencia trasladó su instalación de respaldo de Yokosuka, Kanagawa en Japón a Monterey, California en 2002. Varios meteorólogos dejaron la agencia a principios de año, aunque los nuevos pronosticadores compensaron su inexperiencia confiando en el consenso de varios modelos de pronóstico. En 2002, el Centro Conjunto de Advertencia de Tifones (JTWC) comenzó a experimentar con pronósticos de cinco días.

### Previsiones en la media temporada
El 6 de marzo, meteorólogos del University College de Londres en TropicalStormRisk.com emitieron un pronóstico para la temporada de actividad superior al promedio, ya que se esperaba que las temperaturas de la superficie del mar fueran ligeramente más cálidas de lo habitual; el grupo utilizó datos del Centro Conjunto de Advertencia de Tifones (JTWC) y comparó las posibles 28,6 tormentas con el promedio de 30 años de 26,3. El grupo elevó el número de tormentas previstas en abril a 29,6 y nuevamente a principios de mayo a 30,5. Finalmente, sobrestimaron la cantidad de tormentas que se formarían. El Laboratorio de Investigación Atmosférica de la City University of Hong Kong también emitió un pronóstico de temporada en abril de 2002, prediciendo 27 tormentas con un margen de error de 3, de las cuales 11 se convertirían en tifones, con un margen de error de 2. La agencia señaló una cresta subtropical más fuerte de lo normal sobre el Océano Pacífico abierto, así como las condiciones de El Niño en curso que favorecieron el desarrollo, pero se esperaba un desarrollo por debajo de lo normal en el Mar de China Meridional. Estas predicciones demostraron ser en gran parte precisas.

## Resumen de la temporada

### Actividad

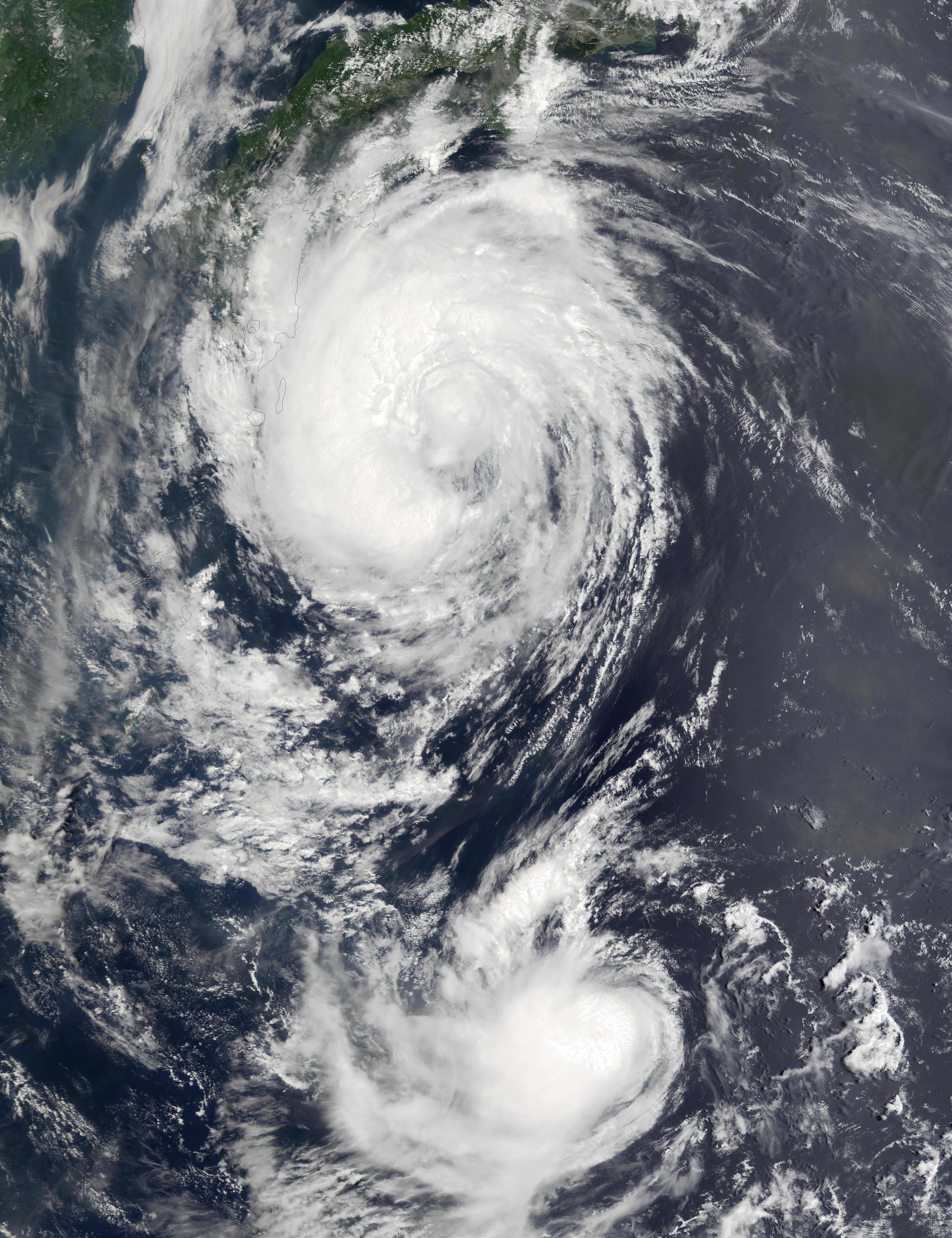
Los tifones Fengshen (norte) y Fung-wong (sur) sufrieron el efecto Fujiwhara el 25 de julio de 2002

La actividad fue una temporada activa, con muchos ciclones tropicales que afectaron a Japón y China. Cada mes tuvo actividad tropical, con la mayoría de las tormentas formándose de julio a octubre. En total, hubo 44 depresiones tropicales declaradas oficialmente o extraoficialmente, de las cuales 26 se convirtieron en tormentas nombradas; de ellos, hubo 15 tifones, que es el equivalente a un huracán mínimo, mientras que 8 de los 15 tifones se intensificaron en supertifones extraoficialmente por el Centro Conjunto de Advertencia de Tifones (JTWC). La temporada comenzó temprano con la primera tormenta, Tapah, que se desarrolló el 10 de enero, al este de Filipinas. Dos meses después, el tifón Mitag se convirtió en el primer súper tifón registrado en marzo. En junio, el tifón Chataan dejó caer fuertes lluvias en los Estados Federados de Micronesia, matando a 48 personas y convirtiéndose en el desastre natural más mortífero en el estado de Chuuk. Chataan más tarde dejó graves daños en Guam antes de atacar a Japón. En agosto, el tifón Rusa se convirtió en el tifón más mortífero en Corea del Sur en 43 años, causando 238 muertes y $4.2 mil millones en daños. El tifón Higos de octubre fue el quinto tifón más fuerte que azotó Tokio desde la Segunda Guerra Mundial. El último tifón de la temporada fue el tifón Pongsona, que fue una de las tormentas más costosas registradas en Guam; causó daños por valor de 700 millones de dólares en la isla antes de disiparse el 11 de diciembre.

### Impactos y récords

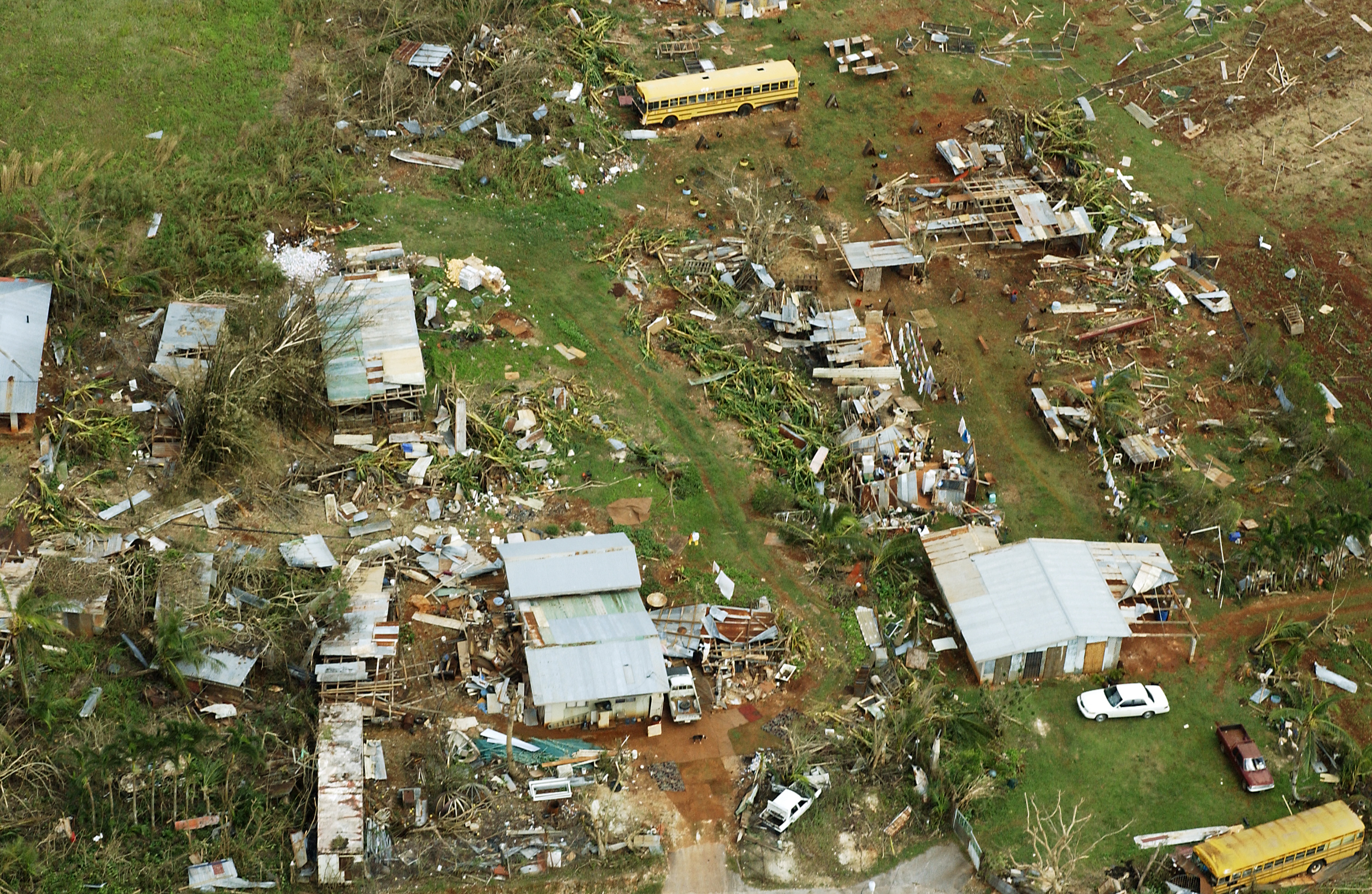
Daños por el tifón Pongsona en Guam el 13 de diciembre de 2002

La temporada comenzó temprano, pero no se activó hasta junio, cuando seis tormentas pasaron cerca o sobre Japón después de que una cresta se debilitó. En julio se desarrollaron nueve tormentas, muchas de las cuales influyeron en la vaguada del monzón sobre Filipinas para producir fuertes lluvias e inundaciones mortales. La inundación fue peor en Luzón, donde murieron 85 personas. La serie de tormentas provocó el cierre generalizado de escuelas y oficinas. Muchas carreteras resultaron dañadas y las inundaciones dejaron alrededor de $1.8 millones (₱ 94.2 millones PHP) en daños a las cosechas, principalmente arroz y maíz. El daño total de la serie de tormentas se estimó en $10,3 millones (₱ 522 millones PHP). De junio a septiembre, las fuertes lluvias afectaron a gran parte de China, lo que provocó inundaciones devastadoras que mataron a más de 1.500 personas y dejaron $8.2 mil millones (¥ 68 mil millones CNY) en daños. Durante este tiempo, la tormenta tropical Kammuri azotó el sur de China con una gran área de lluvia que dañó o destruyó 245.000 casas. Hubo 153 muertes relacionadas con la tormenta, en su mayoría tierra adentro en Hunan, y los daños ascendieron a $322 millones (¥ 2,665 mil millones CNY). La actividad cambió más hacia el este después de septiembre, con el tifón Higos azotando Japón en octubre y el tifón Pongsona azotando Guam en diciembre.
Durante la mayor parte del año, las temperaturas de la superficie del mar estuvieron por encima de lo normal cerca del ecuador, y fueron más altas alrededor de 160°E de enero a julio y en noviembre. Las áreas de convección se desarrollaron más al este de lo habitual, lo que provocó que muchas tormentas se desarrollaran al este de 150°E. El punto promedio de formación fue 145,9°E, el punto más oriental desde 1951. En parte como resultado, ninguna tormenta tropical tocó tierra en Filipinas durante la primera vez desde 1951, según la Agencia Meteorológica de Japón (JMA). Dos tormentas, Ele y Huko, entraron en la cuenca del Pacífico Central, al este de la línea internacional de cambio de fecha. En general, hubo 26 tormentas nombradas en la cuenca en 2002, que estuvo ligeramente por debajo de la norma de 26,7. Un total de 15 de las 26 tormentas se convirtieron en tifones, una proporción ligeramente superior a la normal.

### Energía Ciclónica Acumulada (ACE)
La actividad estacional se reflejó con un índice de Energía Ciclónica Acumulada de 352.425 unidades, el ECA es, en términos generales, una medida del poder de un huracán multiplicado por el tiempo que existió; por lo tanto, las tormentas duraderas y los sistemas particularmente fuertes dan como resultado altos niveles de la ECA. La medida se calcula según los avisos completos para ciclones con intensidad de tormenta tropical: tormentas con vientos que superan las 39 mph (63 km/h).

## Ciclones tropicales

### Tormenta tropical Tapah (Agatón)
La primera tormenta de la temporada fue la tormenta tropical Tapah, que se formó el 9 de enero de 2002 cerca de Palaos. Se desarrolló a partir de la vaguada del monzón y fue observado por primera vez por el Centro Conjunto de Advertencia de Tifones (JTWC) dos días antes de su formación. El sistema inicialmente consistía en un área de convección con una circulación débil, ubicada en un área de cizalladura del viento débil. El 10 de enero, la Agencia Meteorológica de Japón (JMA) clasificó el sistema como depresión tropical, el mismo día en que la Centro Conjunto de Advertencia de Tifones (JTWC) inició avisos sobre la depresión tropical Uno-W y PAGASA lo clasificó como Agatón. La tormenta se movió hacia el oeste-noroeste debido a una cresta al norte, y el sistema gradualmente se fue organizando mejor. El 12 de enero, la Agencia Meteorológica de Japón (JMA) actualizó la depresión a tormenta tropical Tapah, y ese mismo día estimó vientos máximos de 75 km/h (45 mph). Alrededor de ese tiempo, Tapah desarrolló una característica ocular debajo de su convección, lo que llevó a Centro Conjunto de Advertencia de Tifones (JTWC) y PAGASA a estimar vientos máximos de 95 km/h (60 mph). Una vaguada que se acercaba debilitó la cresta, que giró la tormenta hacia el noroeste. Debido al aumento de la cizalladura del viento, la convección se debilitó gradualmente y la Agencia Meteorológica de Japón (JMA) degradó Tapah a depresión tropical el 13 de enero; sin embargo, otras agencias mantuvieron el sistema como tormenta tropical. Al día siguiente, Tapah se disipó a lo largo de la costa este de Luzón en Filipinas.

### Tifón Mitag (Basyang)
El tifón Mitag se desarrolló a partir de un canal cerca del ecuador el 25 de febrero cerca de los Estados Federados de Micronesia (FSM). Se movió hacia el oeste a través del archipiélago y se intensificó hasta convertirse en un tifón, antes de pasar cerca de Yap el 2 de marzo. Los fuertes vientos y las fuertes lluvias afectaron al estado, causando un corte de energía en toda la isla y destruyendo cientos de casas. Mitag dañó gravemente los cultivos, lo que provocó escasez de alimentos. La lluvia y la marejada ciclónica inundaron gran parte de la costa, así como la capital de Yap, Colonia. Los daños ascendieron a 150 millones de dólares, principalmente a cultivos. Hubo una muerte relacionada con las secuelas de la tormenta. Después de afectar a Yap, Mitag giró hacia el noroeste y luego hacia el norte debido a que se acercaba un canal. Pasó al norte de Palaos, contribuyendo a una muerte allí. A pesar de las predicciones de debilitamiento, el tifón continuó intensificándose, alcanzando vientos máximos de 10 minutos de 175 km/h (110 mph) el 5 de marzo. El Centro Conjunto de Advertencia de Tifones (JTWC) estimó vientos máximos de 1 minuto de 260 km/h (160 mph) cuando la tormenta estaba a unos 610 km (380 millas) al este de Catanduanes en Filipinas; esto convirtió a Mitag en un súper tifón, el primero registrado en el mes de marzo. La combinación de aire más frío y la interacción con los vientos del oeste hizo que Mitag se debilitara significativamente. Solo cuatro días después de alcanzar los vientos máximos, la tormenta se había disipado bien hacia el este de Filipinas.

### Depresión tropical Tres-W (Caloy)
El 15 de marzo, el Centro Conjunto de Advertencia de Tifones (JTWC) comenzó a monitorear una perturbación tropical y cuatro días después la convirtió en una depresión tropical cerca de Palaos. Al día siguiente, tanto la Agencia Meteorológica de Japón (JMA) como PAGASA clasificaron el sistema como una depresión, y PAGASA lo nombró Caloy. Moviéndose hacia el oeste-noroeste debido a una cresta al norte, la depresión atravesó la isla filipina de Mindanao el 21 de marzo y continuó a través del archipiélago. Debido a la fuerte cizalladura del viento, el sistema nunca se intensificó, y la Agencia Meteorológica de Japón (JMA) suspendió los avisos el 23 de marzo después de que el sistema llegara al Mar de China Meridional. El Centro Conjunto de Advertencia de Tifones (JTWC) mantuvo el sistema como una depresión tropical hasta el 25 de marzo, cuando una vaguada de latitud media absorbió el sistema frente a la costa este de Vietnam.
Las fuertes lluvias de la depresión afectaron el sur de Filipinas, provocando inundaciones repentinas y deslizamientos de tierra. La tormenta dañó 2.703 viviendas, incluidas 215 que fueron destruidas. Los daños ascendieron a unos 2,4 millones de dólares (124 millones de PHP). Hubo 35 muertes en Filipinas, la mayoría en Surigao del Sur en Mindanao por ahogamientos.

### Tifón Hagibis
La vaguada del monzón generó una perturbación tropical cerca de las Islas Carolinas a mediados de mayo. En ese momento, el sistema era un área de convección con una circulación débil, aunque el sistema organizado como flujo de salida mejoró. Siguió hacia el noroeste dentro de la depresión del monzón, dirigido por una cresta de nivel medio. El sistema se convirtió en una depresión tropical el 14 de mayo a unos 500 km (310 millas) al suroeste de la laguna de Chuuk, y temprano al día siguiente el Centro Conjunto de Advertencia de Tifones (JTWC) inició avisos. Durante varios días, la depresión permaneció débil, hasta que se intensificó en la tormenta tropical Hagibis el 16 de mayo, a unos 200 km (120 millas) al suroeste de Guam. La tormenta en desarrollo dejó caer lluvias en Guam que puso fin a la temporada de incendios forestales de la isla. La tormenta se intensificó rápidamente, desarrollando una característica ocular más tarde ese día. A principios del 18 de mayo, la Agencia Meteorológica de Japón (JMA) actualizó Hagibis a un tifón, y alrededor de ese momento, una vaguada que se acercaba cambió la tormenta hacia el noreste. Mientras aceleraba hacia el noreste, Hagibis desarrolló un ojo bien definido y pasó por un período de rápida profundización. El 19 de mayo, la Agencia Meteorológica de Japón (JMA) estimó vientos máximos de 10 minutos de 175 km/h (110 mph), y la Centro Conjunto de Advertencia de Tifones (JTWC) estimó vientos de 1 minuto de 260 km/h (160 mph); esto convirtió a Hagibis en un súper tifón, el segundo del año. En el momento de su apogeo, el tifón estaba ubicado a unos 305 km (190 millas) al oeste-suroeste de las Islas Marianas del Norte más septentrionales. Hagibis solo mantuvo su pico durante aproximadamente 12 horas, después de lo cual el ojo comenzó a debilitarse. La depresión que provocó la aceleración del tifón también provocó que la tormenta perdiera características tropicales, y gradualmente el aire seco se incorporó a la circulación. El 21 de mayo, Hagibis se volvió extratropical al este de Japón después de haberse debilitado por debajo de la intensidad de un tifón. Los remanentes continuaron hacia el noreste y se disiparon al sur de las Islas Aleutianas el 22 de mayo.

### Tormenta tropical severa Noguri (Espada)
A principios de junio, persistió una perturbación dentro de la vaguada del monzón en el Mar de China Meridional, al este de Vietnam. El 4 de junio, se desarrolló una depresión tropical cerca de la costa este de Hainan, con una circulación amplia y convección dispersa. El sistema avanzó lentamente hacia el este debido a una cresta al norte, y las condiciones favorecieron la intensificación, incluida la salida favorable y la mínima cizalladura del viento. El Centro Conjunto de Advertencia de Tifones (JTWC) inició avisos el 6 de junio y, a pesar de las condiciones favorables, la depresión siguió siendo débil. El 7 de junio, el sistema ingresó brevemente al área de responsabilidad de PAGASA, y la agencia lo nombró Espada. Más tarde ese día, el Centro Conjunto de Advertencia de Tifones (JTWC) actualizó la depresión a tormenta tropical, y el 8 de junio el Agencia Meteorológica de Japón (JMA) actualizó la depresión a tormenta tropical Noguri a medio camino entre República de China y Luzón. El aumento del flujo de salida de una vaguada que se acercaba permitió que la tormenta se intensificara rápidamente. El Centro Conjunto de Advertencia de Tifones (JTWC) convirtió a Noguri en un tifón a última hora del 8 de junio, después de que se le formara un ojo. En ese momento, la tormenta se estaba moviendo hacia el noreste debido a una cresta de construcción al sureste. La Agencia Meteorológica de Japón (JMA) solo estimó vientos máximos de 10 minutos de 110 km/h (70 mph), lo que la convierte en una tormenta tropical severa. Sin embargo, el Centro Conjunto de Advertencia de Tifones (JTWC) estimó vientos máximos de 160 km/h (100 mph), después de que el ojo se organizó bien. El aumento de la cizalladura del viento debilitó a Noguri, y la tormenta pasó justo al oeste de Miyako-jima el 9 de junio. La convección disminuyó y el Centro Conjunto de Advertencia de Tifones (JTWC) declaró que Noguri era extratropical mientras la tormenta se acercaba a Japón. La Agencia Meteorológica de Japón (JMA) continuó rastreando la tormenta hasta que se disipó sobre la península de Kii el 11 de junio.
Mientras la tormenta pasaba al sur de Taiwán, dejó caer fuertes lluvias con un máximo de 320 mm (13 pulgadas) en el condado de Pingtung. Las precipitaciones en Japón alcanzaron un máximo de 123 mm (4,8 pulgadas) en una estación en la prefectura de Kagoshima. La amenaza de la tormenta provocó el cierre de escuelas y 20 cancelaciones de vuelos de aerolíneas. Noguri hirió a una persona, dañó una casa y causó alrededor de $4 millones (¥ 504 millones de JPY) en daños agrícolas.

### Tifón Rammasun (Florita)
El tifón Rammasun fue el primero de cuatro tifones que contribuyó a las fuertes lluvias e inundaciones mortales en Filipinas en julio de 2002; hubo 85 muertes relacionadas con las cuatro tormentas, con 2.463 viviendas dañadas o destruidas. Rammasun se desarrolló casi al mismo tiempo que el tifón Chataan, pero más hacia el oeste. La tormenta avanzó hacia el noroeste hacia Taiwán, y el 2 de julio alcanzó su intensidad máxima con vientos de 160 km/h (100 mph). Rammasun giró hacia el norte, pasando al este de Taiwán y China. En Taiwán, las bandas de lluvia exteriores dejaron caer lluvias que aliviaron las condiciones de sequía. En contraste, las lluvias en China siguieron a las condiciones previamente húmedas, lo que provocó inundaciones adicionales, aunque menos daños de lo esperado; hubo alrededor de $85 millones en daños a los cultivos y la pesca en Zhejiang.
Después de afectar a Taiwán y China, Rammasun comenzó a debilitarse debido a que se acercaba una vaguada, que hizo que el tifón se volviera hacia el noreste. Pasó sobre la isla japonesa de Miyako-jima y también produjo fuertes vientos en Okinawa. Cerca de 10,000 casas se quedaron sin energía en la isla y el oleaje alto mató a dos marineros. En el continente japonés, hubo daños leves a los cultivos y una lesión grave. Después de debilitarse a tormenta tropical, Rammasun pasó al oeste de la isla surcoreana de Jejudo, donde las olas altas mataron a una persona. La tormenta atravesó el país, mató a otras tres personas y dejó $9,5 millones en daños. Las fuertes lluvias también afectaron a Corea del Norte y Krai de Primorie en el Lejano Oriente ruso.

### Tifón Chataan (Gloria)
El tifón Chataan se formó el 28 de junio de 2002, cerca del Estados Federados de Micronesia (FSM), y durante varios días serpenteó mientras producía fuertes lluvias en toda la región. En Chuuk, un estado en el Estados Federados de Micronesia (FSM), la precipitación total más alta en 24 horas fue de 506 mm (19,9 pulgadas), que fue mayor que el total mensual promedio. La lluvia produjo inundaciones de hasta 1,5 m (4,9 pies) de profundidad,, provocando deslizamientos de tierra mortales en toda la isla que mataron a 47 personas; esto convirtió a Chataan en el desastre natural más mortífero en la historia de la isla. También hubo una muerte en la cercana Pohnpei, y los daños en el FSM ascendieron a más de $100 millones.
Después de afectar el Estados Federados de Micronesia (FSM), Chataan comenzó una trayectoria hacia el noroeste como un tifón que se intensificaba. Su ojo pasó justo al norte de Guam el 4 de julio, aunque la pared del ojo se movió a través de la isla y dejó caer fuertes lluvias. Los totales fueron más altos en el sur de Guam, con un máximo de 536 mm (21,1 pulgadas). Las inundaciones y deslizamientos de tierra causados por la tormenta dañaron severamente o destruyeron 1.994 casas. Los daños en la isla ascendieron a 60,5 millones de dólares y hubo 23 heridos. El tifón también afectó a Rota en las Islas Marianas del Norte con ráfagas de viento y lluvias ligeras. El tifón Chataan alcanzó su intensidad máxima de 175 km/h (110 mph) el 8 de julio. Se debilitó mientras giraba hacia el norte, y después de disminuir a tormenta tropical, Chataan azotó el este de Japón el 10 de julio. Las altas precipitaciones, que alcanzaron un máximo de 509 mm (20,0 pulgadas), inundaron 10.270 casas. Los daños en Japón totalizaron alrededor de $500 millones (¥ 59 mil millones JPY).

### Tifón Halong (Inday)
La vaguada del monzón generó una depresión tropical el 5 de julio cerca de las Islas Marshall, cerca de donde se originó Chataan. Durante gran parte de su duración, Halong se movió hacia el noroeste, intensificándose gradualmente hasta convertirse en una tormenta tropical. A principios del 10 de julio, Halong pasó al sur de Guam como tormenta tropical, según la Agencia Meteorológica de Japón (JMA), aunque el Centro Conjunto de Advertencia de Tifones (JTWC) lo evaluó como un tifón cerca de la isla. Había amenazado con golpear la isla menos de una semana después de que Chataan tocara tierra y, aunque Halong permanecía al sur de Guam, produjo olas altas y ráfagas de viento en la isla. La tormenta interrumpió los esfuerzos de socorro después de Chataan, causando cortes de energía adicionales pero pocos daños.
Después de afectar a Guam, Halong se fortaleció rápidamente hasta convertirse en un tifón y alcanzó sus vientos máximos el 12 de julio. El Centro Conjunto de Advertencia de Tifones (JTWC) estimó vientos máximos de 1 minuto de 250 km/h (155 mph), mientras que Agencia Meteorológica de Japón (JMA) estimó vientos de 10 minutos de 155 km/h (100 mph). El tifón se debilitó mucho mientras se curvaba hacia el noreste, aunque sus vientos causaron cortes de energía generalizados en Okinawa. Halong azotó el sureste de Japón, provocando fuertes lluvias y fuertes vientos que dejaron $89,8 millones (¥ 10,3 mil millones JPY) en daños. Hubo una muerte en el país y nueve heridos. Halong se volvió extratropical el 16 de julio y se disipó al día siguiente.

### Tormenta tropical severa Nakri (Hambalos)
Una circulación se formó el 7 de julio en el Mar de China Meridional, con convección asociada ubicada al sur. El flujo de salida aumentó a medida que el sistema se organizó mejor y, a fines del mismo día, se formó una depresión tropical al suroeste de Taiwán. Una cresta ubicada sobre las Filipinas hizo que el sistema siguiera el rumbo noreste. A principios del 9 de julio, la Agencia Meteorológica de Japón (JMA) actualizó la depresión a tormenta tropical Nakri cerca del oeste de Taiwán. Fue una pequeña tormenta, y mientras se movía a lo largo de la parte norte de la isla, Nakri se debilitó a medida que disminuía su convección. Sin embargo, se intensificó mientras se alejaba de Taiwán, alcanzando vientos máximos de 95 km/h (60 mph) el 10 de julio. La vaguada del monzón giró a Nakri hacia el este durante dos días, hasta que una cresta debilitada lo giró hacia el norte el 12 de julio. Ese día, la tormenta pasó al oeste de Okinawa, y poco después Nakri se debilitó hasta convertirse en una depresión tropical, después de experimentar aguas más frías y un aumento de la cizalladura. El 13 de julio, Nakri se disipó al oeste de Kyushu.
Al pasar sobre Taiwán, Nakri dejó caer fuertes lluvias que alcanzaron los 647 mm (25,5 pulgadas) en Pengjia Islet. Un total de 170 mm (6,7 pulgadas) cayeron en un día en la presa Feitsui, lo que representa el total diario más alto en ese momento del año. Taiwán había experimentado condiciones de sequía antes del tifón Rammasun anterior, y las lluvias adicionales de Nakri eliminaron todas las restricciones de agua restantes. Los vuelos de las aerolíneas fueron cancelados en toda la región debido a la tormenta y algunas escuelas y oficinas fueron cerradas. Nakri mató a un pescador y un trabajador naval durante su travesía. Las fuertes lluvias también afectaron al sureste de China y más tarde a Okinawa. La tormenta provocó fuertes lluvias en Filipinas, así como en Japón, donde se reportaron deslizamientos de tierra e inundaciones a lo largo de un frente frío.

### Tifón Fengshen
La vaguada del monzón generó una depresión tropical el 13 de julio, que se intensificó rápidamente debido a su pequeño tamaño. Para el 15 de julio, Fengshen alcanzó el estatus de tifón y, después de moverse inicialmente hacia el norte, comenzó un movimiento hacia el noroeste. El 18 de julio, el tifón alcanzó vientos máximos de 10 minutos de 185 km/h (115 mph), según la Agencia Meteorológica de Japón (JMA), lo que la convirtió en la tormenta más fuerte de la temporada. El Centro Conjunto de Advertencia de Tifones (JTWC) estimó vientos máximos de 1 minuto de 270 km/h (165 mph), y la agencia estimó que Fengshen fue un súper tifón durante cinco días. Esto rompió el récord de mayor duración a esa intensidad, previamente establecido por tifón Joan en 1997, y luego empatado por el tifón Ioke en 2006.
Mientras estaba cerca de la intensidad máxima, el tifón Fengshen experimentó el efecto Fujiwhara con el tifón Fung-wong, lo que provocó que la última tormenta girara hacia el sur. Fengshen se debilitó gradualmente mientras se acercaba a Japón, y cruzó las islas Ōsumi del país el 25 de julio como una tormenta tropical severa. Cuando el tifón arrastró un carguero a tierra, cuatro personas se ahogaron y las quince restantes fueron rescatadas. En el país, Fengshen dejó caer fuertes lluvias y produjo fuertes lluvias, causando deslizamientos de tierra, $4 millones (¥ 475 millones JPY) en daños a los cultivos y una muerte. Después de afectar a Japón, Fengshen se debilitó en el Mar Amarillo hasta convertirse en una depresión tropical, antes de cruzar la península de Shandong en China y disiparse el 28 de julio.

### Depresión tropical Trece-W (Juan)
El 16 de julio de 2002, un área de convección aumentó al noroeste de Palaos con una circulación débil. Un cizallamiento moderado dispersó las tormentas, aunque el sistema se organizó gradualmente. Siguió hacia el noroeste debido a una cresta al norte, convirtiéndose en una depresión tropical el 18 de julio. PAGASA le dio al sistema el nombre local Juan, y el JTWC lo clasificó como depresión tropical Trece-W, aunque la Agencia Meteorológica de Japón (JMA) no lo clasificó como tropical. tormenta. A principios del 19 de julio, la depresión golpeó la isla de Samar en Filipinas y continuó hacia el noroeste a través del archipiélago. Un aumento en la convección al día siguiente llevó al Centro Conjunto de Advertencia de Tifones (JTWC) a actualizar el sistema a una tormenta tropical antes de que se moviera sobre Luzón y el área de Metro Manila. El aumento de la cizalladura y el flujo de salida interrumpido debido a la interacción con la tierra debilitaron el sistema, y el Centro Conjunto de Advertencia de Tifones (JTWC) suspendió las advertencias el 22 de julio. PAGASA continuó rastreando el sistema hasta el día siguiente.
La depresión dejó caer fuertes lluvias en Filipinas durante su paso, solo semanas después de que varios sistemas tropicales consecutivos causaron inundaciones mortales en el país. Las lluvias obligaron a evacuar a 2.400 personas. Los tornados y deslizamientos de tierra relacionados con las tormentas mataron al menos a tres personas. Tres personas murieron electrocutadas y las inundaciones repentinas mataron al menos a dos personas. En total, la depresión tropical Juan mató a 14 personas e hirió a otras dos. Hubo 583 casas que resultaron dañadas o destruidas, y los daños ascendieron a unos $240.000 (₱ 12,1 millones PHP), principalmente en Luzón.

### Tifón Fung-wong (Kaká)
Una pequeña circulación se formó al noreste de las Islas Marianas del Norte el 18 de julio. Más tarde ese mismo día, la Agencia Meteorológica de Japón (JMA) clasificó el sistema como depresión tropical. La convección y el flujo de salida aumentaron al día siguiente, y el sistema se movió lentamente hacia el oeste debido a una cresta sobre Japón. Después de una mayor organización, el Centro Conjunto de Advertencia de Tifones (JTWC) inició avisos el 20 de julio mientras la depresión estaba al suroeste de Iwo Jima. Poco después, la Agencia Meteorológica de Japón (JMA) lo actualizó a tormenta tropical Fung-wong. El 22 de julio, la tormenta comenzó a sufrir el efecto Fujiwhara con el tifón Fengshen más grande hacia el este, lo que provocó que Fung-wong girara hacia el suroeste. Alrededor de ese tiempo, la tormenta entró en la región de PAGASA, lo que le valió el nombre local Kaká. Fung-wong se intensificó rápidamente después de desarrollar un ojo pequeño, convirtiéndose en tifón el 23 de julio, con vientos máximos de 130 km/h (80 mph). Giró hacia el sur y luego hacia el sureste mientras interactuaba con el Fengshen más grande, que pasaba al norte de él. El 25 de julio, el tifón se debilitó a una severa tormenta tropical mientras estaba en el punto más al sur de su trayectoria. La tormenta giró hacia el norte y completó un gran circuito entre Ryukyu y las Islas Marianas del Norte ese día. La combinación de aguas más frías, cizalladura del viento y aire seco causó debilitamiento, y la tormenta se deterioró hasta convertirse en una depresión tropical el 27 de julio. Pasando una corta distancia al sur de Kyushu, Fung-wong se disipó más tarde ese día.
La tormenta dejó caer fuertes lluvias en Japón, alcanzando 717 mm (28,2 pulgadas) en una estación en la prefectura de Miyazaki. Las lluvias provocaron dos deslizamientos de tierra y provocaron retrasos en los sistemas de autobuses y trenes, así como cancelaciones de rutas de transbordadores y aerolíneas. También hubo daños menores en los cultivos.

### Tormenta tropical Kalmaegi
Una perturbación tropical se desarrolló el 17 de julio en el Océano Pacífico central, cerca de la línea internacional de cambio de fecha. La convección profunda con flujo de salida persistió alrededor de una circulación y, a las 06:00 UTC del 20 de julio, la Agencia Meteorológica de Japón (JMA) clasificó el sistema como depresión tropical, justo al este de la línea de fecha y aproximadamente a 980 km (610 millas) al oeste-suroeste del Atolón Johnston. El sistema cruzó la línea poco después y rápidamente se intensificó en la tormenta tropical Kalmaegi. La Agencia Meteorológica de Japón (JMA) clasificó el sistema como tormenta tropical, aunque el Centro Conjunto de Advertencia de Tifones (JTWC) lo mantuvo como depresión tropical. Kalmaegi se movió hacia el noroeste debido a una cresta al norte, e inicialmente una vaguada de la troposfera superior tropical proporcionó condiciones favorables. Sin embargo, la vaguada pronto aumentó la cizalladura del viento y restringió el flujo de salida, lo que provocó un debilitamiento rápido. Las tormentas eléctricas disminuyeron de la circulación, y alrededor de las 12:00 UTC del 22 de julio, Kalmaegi se disipó unas 30 horas después de formarse.

### Tormenta tropical severa Kammuri (Lagalag)
Un gran sistema monzónico persistió a fines de julio de 2002 cerca de Filipinas. El 2 de agosto, se formó una depresión tropical frente a la costa noroeste de Luzón y se movió hacia el oeste-noroeste. A última hora del 3 de agosto, se intensificó en la tormenta tropical Kammuri frente a la costa de Hong Kong. Una cresta debilitada dirigió la tormenta hacia el norte, hacia la costa de China. La tormenta tropical Kammuri tocó tierra a última hora del 4 de agosto, después de alcanzar vientos máximos de 100 km/h (65 mph). El sistema se disipó sobre la costa montañosa del este de China y se fusionó con un frente frío el 7 de agosto.
Las fuertes lluvias de Kammuri afectaron a grandes porciones de China, particularmente en la provincia de Guangdong, donde se trasladaron a tierra. En Hong Kong, las lluvias provocaron un deslizamiento de tierra y dañaron una carretera. Las inundaciones destruyeron dos represas en Guangdong y un deslizamiento de tierra mató a 10 personas. En toda la provincia, más de 100.000 personas tuvieron que evacuar debido a las inundaciones y después de que se destruyeran 6.810 casas. Las inundaciones dañaron carreteras, ferrocarriles y túneles, y provocaron cortes de energía y agua en toda la región. Las lluvias fueron beneficiosas para aliviar las condiciones de sequía en Guangdong, aunque más tierra adentro las lluvias se produjeron después de meses de inundaciones mortales. En la provincia de Hunan, los restos de la tormenta se fusionaron con un frente frío y destruyeron 12.400 casas. Al otro lado de su camino, las inundaciones dañaron o destruyeron 245.000 casas y destruyeron unas 60 hectáreas (150 acres) de campos de cultivo. Kammuri y sus restos mataron a 153 personas, y los daños se estimaron en 509 millones de dólares (4.219 millones de yenes CNY).

### Depresión tropical Dieciocho-W (Milenyo)
Una depresión tropical se desarrolló el 10 de agosto al este de Filipinas. Inicialmente estaba desorganizado debido a las condiciones hostiles y no se intensificó significativamente antes de cruzar la isla filipina de Luzón. Allí, las inundaciones obligaron a 3.500 personas a evacuar sus hogares. En Filipinas, la tormenta mató a 35 personas y causó daños por $3,3 millones, con 13.178 casas dañadas o destruidas. Fue la última tormenta nombrada por PAGASA durante la temporada.
Después de afectar a Filipinas, la depresión tropical se trasladó al Mar de China Meridional y se disipó el 14 de agosto. Durante el día siguiente, a pesar de los sistemas separados, los remanentes de Dieciocho-W formaron otro sistema que luego se intensificaría en la tormenta tropical Vongfong.

### Tifón Phanfone
La vaguada del monzón generó una depresión tropical el 11 de agosto, al oeste del atolón Ujelang. Se movió generalmente hacia el noroeste debido a una cresta al norte, intensificándose rápidamente en la tormenta tropical Phanfone el 12 de agosto. Con un buen flujo de salida y bandas de lluvia en desarrollo, la tormenta continuó fortaleciéndose, convirtiéndose en un tifón el 14 de agosto. Phanfone desarrolló un ojo bien definido, rodeado de una convección profunda. El 15 de agosto, la Agencia Meteorológica de Japón (JMA) estimó vientos de 10 minutos de 155 km/h (100 mph) y el Centro Conjunto de Advertencia de Tifones (JTWC) estimó vientos de 1 minuto de 250 km/h (155 mph), lo que lo convierte en un súper tifón. La disminución del flujo de salida y un ciclo de reemplazo de la pared del ojo causaron un debilitamiento, y pasó cerca de Iwo Jima el 16 de agosto. Phanfone giró hacia el noreste dos días después debido a una cresta debilitada, y el aire seco provocó un rápido deterioro. Pasando por el sureste de Japón, cayó al estado de tormenta tropical el 19 de agosto antes de convertirse en extratropical al día siguiente; los remanentes continuaron hacia el noreste y cruzaron la línea internacional de cambio de fecha el 25 de agosto.
Las ráfagas de viento en Iwo Jima alcanzaron los 168 km/h (105 mph). Las precipitaciones en Japón continental alcanzaron un máximo de 416 mm (16,4 pulgadas) cerca de Tokio, y el tifón inundó 43 casas. Las lluvias intensas causaron daños en las carreteras y deslizamientos de tierra, así como algunos daños a la acuicultura. La tormenta provocó la cancelación de 22 rutas de ferry y 10 vuelos, y el cierre temporal de refinerías cerca de Tokio. En la isla costera de Hachijō-jima, los fuertes vientos provocaron un corte de energía temporal.

### Tormenta tropical Vongfong
Una depresión tropical se formó en el Mar de China Meridional durante el 15 de agosto a partir de los restos de Dieciocho-W. Se movió hacia el noroeste, fortaleciéndose en la tormenta tropical Vongfong el 18 de agosto. Rozó el este de Hainan antes de tocar tierra el 19 de agosto en el sur de China cerca de Wuchuan, Guangdong. Poco después de que la circulación se disipó, cayeron fuertes lluvias en toda la región. Una persona murió en un accidente de tráfico en Hong Kong y los deslizamientos de tierra causaron la muerte de doce personas. La tormenta destruyó 6.000 casas, la mayoría en Guangdong, y los daños en el país totalizaron al menos 86 millones de dólares.

### Tifón Rusa
El tifón Rusa se desarrolló el 22 de agosto a partir de la vaguada del monzón en el Océano Pacífico abierto, bien al sureste de Japón. Durante varios días, Rusa se trasladó hacia el noroeste, y finalmente se convirtió en un poderoso tifón. La Agencia Meteorológica de Japón (JMA) estimó vientos máximos de 10 minutos de 150 km/h (90 mph) y el Centro Conjunto de Advertencia de Tifones (JTWC) estimó vientos máximos de 1 minuto de 215 km/h (135 mph). El 26 de agosto, la tormenta atravesó las islas Amami de Japón, donde Rusa dejó a 20.000 personas sin electricidad y causó dos muertes. En todo Japón, el tifón dejó caer lluvias torrenciales que alcanzaron un máximo de 902 mm (35,5 pulgadas) en la prefectura de Tokushima.
Después de debilitarse levemente, Rusa tocó tierra en Goheung, Corea del Sur, con vientos de 10 minutos de 140 km/h (85 mph). Pudo mantener gran parte de su intensidad debido al aire caliente y la inestabilidad de un frente frío cercano. Rusa se debilitó mientras se movía por el país, dejando caer fuertes lluvias que alcanzaron un máximo de 897,5 mm (35,33 pulgadas) en Gangneung. Un total de 24 horas de 880 mm (35 pulgadas) en la ciudad rompió el récord de la precipitación diaria más alta del país; sin embargo, las lluvias más intensas se localizaron. Más de 17.000 casas resultaron dañadas y grandes áreas de cultivos se inundaron. En Corea del Sur, Rusa mató al menos a 233 personas, lo que lo convirtió en el tifón más mortífero en más de 43 años y causó daños por valor de 4.200 millones de dólares. El tifón también dejó caer fuertes lluvias en la vecina Corea del Norte, dejando a 26.000 personas sin hogar y matando a tres. Rusa también destruyó grandes áreas de cultivos en el país, que ya estaba afectado por las condiciones de hambruna en curso. El tifón se volvió extratropical sobre el este de Rusia el 1 de septiembre y se disipó tres días después.

### Tifón Sinlaku
Sinlaku se formó el 27 de agosto al noreste de las Islas Marianas del Norte. Después de moverse inicialmente hacia el norte, comenzó un movimiento generalmente hacia el oeste que mantuvo durante el resto de su duración. Sinlaku se fortaleció hasta convertirse en un tifón y alcanzó sus vientos máximos el 31 de agosto. Durante los días siguientes, su intensidad fluctuó levemente mientras se movía sobre o cerca de varias islas japonesas. El 4 de septiembre, el ojo del tifón cruzó Okinawa. Cayeron fuertes lluvias y produjeron fuertes vientos que dejaron sin electricidad a más de 100.000 personas. Los daños en la isla se estimaron en $14.3 millones, incluidos $3.6 millones en daños a la Base Aérea de Kadena.
Después de afectar a Okinawa, Sinlaku amenazó el norte de República China, que había sido afectado por dos tifones mortales el año anterior. Los daños terminaron siendo mínimos en la isla, aunque dos personas murieron. Sinlaku se debilitó ligeramente antes de tocar tierra por última vez en el este de China cerca de Wenzhou el 7 de septiembre. La tormenta produjo una ráfaga de viento récord de 204 km/h (127 mph), y justo al sur de la ciudad, las altas olas destruyeron varios muelles y un barco grande. Las fuertes lluvias y los vientos de Sinlaku destruyeron 58.000 casas y se destruyeron grandes áreas de cultivos. Los daños en China se estimaron en 709 millones de dólares y hubo 28 muertes allí.

### Tifón Ele
El Centro de Huracanes del Pacífico Central empezó a emitir a una onda tropical fue descubierto al sur de Hawái y horas después se organizó en depresión tropical dos-C el 27 de agosto y se fortaleció en tormenta tropical que fue asignada Ele seis horas después. A pesar de la presencia cercana de la tormenta tropical Alika, Ele se desarrolló rápidamente y se convirtió en huracán categoría uno en la escala de huracanes de Saffir-Simpson el 28 de agosto. Después de contribuir a la disipación de la tormenta Alika, Ele continuó intensificándose. Alcanzó la intensidad de un huracán categoría dos a última hora del 28 de agosto y rápidamente se convirtió en un huracán mayor de categoría tres seis horas más tarde el día 30 de agosto.
La Agencia Meteorológica de Japón resignó el huracán Ele como un tifón, Ele se movió hacia el norte-noroeste debido a una debilidad en la cresta al norte. El 31 de agosto, el Centro Conjunto de Advertencia de Tifones estimó los vientos máximos de 1-minuto de la tormenta a 165 km/h (105 mph). El 2 de septiembre, la Agencia Meteorológica de Japón estimó vientos máximos de 10-minutos de 165 km/h (105 mph) mientras Ele estaba al noreste del Atolón Wake. El tifón giró hacia el noreste debido a una depresión que se acercaba, aunque Ele reasumió su movimiento anterior de noroeste en una cresta construida detrás de la depresión. Se debilitó gradualmente debido a las aguas más frías y al aumento de la cizalladura del viento. y el 6 de septiembre Ele se deterioró por debajo del estado de tifón. Las tormentas eléctricas se separaron de la circulación, causando que Ele se debilite a una depresión tropical tarde el 9 de septiembre. En ese momento, comenzó a moverse hacia el noreste, y el 10 de septiembre pasó a ser una tormenta extratropical. Los remanentes de Ele continuaron hacia el noreste hasta que regresaron al Pacífico Central como una tormenta extratropical el 11 de septiembre y se disiparon el 13 de septiembre.

### Tormenta tropical Hagupit
Un área de convección se desarrolló el 8 de septiembre al noreste de Luzón. Moviéndose hacia el oeste debido a una cresta al norte, se organizó lentamente, formándose en una depresión tropical el 9 de septiembre en el Mar de China Meridional. A medida que se acercaba al sureste de China, la depresión se intensificó en la tormenta tropical Hagupit y alcanzó vientos máximos de 85 km/h (50 mph). Alrededor de las 19:00 UTC del 11 de septiembre, la tormenta tocó tierra al oeste de Macao y rápidamente se debilitó hasta convertirse en una depresión tropical. El Centro Conjunto de Advertencia de Tifones (JTWC) interrumpió rápidamente las advertencias, aunque la Agencia Meteorológica de Japón (JMA) continuó rastreando a Hagupit por tierra. Los remanentes ejecutaron un bucle sobre Guangdong antes de trasladarse a alta mar y disiparse el 16 de septiembre cerca de Hong Kong.
Hagupit dejó caer fuertes lluvias a lo largo de la costa de China durante varios días, alcanzando un máximo de 344 mm (13,5 pulgadas) en la ciudad de Zhanjiang. Las lluvias inundaron extensas áreas de campos de cultivo y provocaron deslizamientos de tierra. En Guangdong, 330 casas fueron destruidas y los daños se estimaron en 32,5 millones de dólares. En Hong Kong, 32 personas resultaron heridas debido a la tormenta y se cancelaron 41 vuelos. En Fuzhou, provincia de Fujian, las tormentas relacionadas con Hagupit inundaron cientos de casas. Más al oeste, en Jiangxi, las inundaciones de la tormenta destruyeron 3.800 casas, arruinaron 180 puentes y mataron a 25. En alta mar, un helicóptero rescató a la tripulación de 25 personas de un barco hundido durante la tormenta.

### Tormenta tropical Changmi
Un área de tormentas eléctricas aumentó cerca de los Estados Federados de Micronesia el 15 de septiembre dentro de la vaguada del monzón. Ubicado dentro de un área de cizalladura moderada del viento, su convección era intermitente alrededor de una circulación débil. El 18 de septiembre, el Centro Conjunto de Advertencia de Tifones (JTWC) emitió una alerta de formación de ciclones tropicales (TCFA) y la Agencia Meteorológica de Japón (JMA) clasificó el sistema como depresión tropical; sin embargo, las dos agencias de alerta estaban rastreando diferentes circulaciones dentro del mismo sistema, y para el 19 de septiembre, la circulación que seguía la Agencia Meteorológica de Japón (JMA) se convirtió en el sistema dominante. Poco después, la agencia degradó el sistema a un área de baja presión después de que se debilitó. Al día siguiente, la Agencia Meteorológica de Japón (JMA) volvió a actualizar el sistema a una depresión tropical, y el Centro Conjunto de Advertencia de Tifones (JTWC) emitió un segundo TCFA cuando el sistema tenía una circulación parcialmente expuesta cerca de un área de convección creciente. A última hora del 21 de septiembre, la Agencia Meteorológica de Japón (JMA) actualizó la depresión a tormenta tropical Changmi al sur de Japón. Al día siguiente, Changmi alcanzó vientos máximos de 85 km/h (50 mph). Sin embargo, el Centro Conjunto de Advertencia de Tifones (JTWC) notó que el sistema estaba absorbiendo aire seco y se estaba volviendo extratropical, por lo que no emitió advertencias sobre la tormenta. Moviéndose hacia el noreste, Changmi se convirtió en un ciclón extratropical el 22 de septiembre, y gradualmente se volvió más intenso hasta que cruzó la línea internacional de cambio de fecha a principios del 25 de septiembre.

### Tormenta tropical Mekkhala
Una vaguada alargada con convección asociada se desarrolló en el Mar de China Meridional para el 21 de septiembre. La ligera cizalladura y el aumento del flujo de salida permitieron que el sistema se organizara mejor y se transformó en una depresión tropical el 22 de septiembre entre Vietnam y Luzón. Una cresta al noreste permitió que el sistema siguiera el rumbo noroeste. Durante varios días, la depresión no logró organizarse más, a pesar de las condiciones favorables; sin embargo, a fines del 24 de septiembre, la circulación desarrolló bandas de lluvia y un rasgo ocular débil. Temprano al día siguiente, la Agencia Meteorológica de Japón (JMA) lo actualizó a tormenta tropical Mekkhala, que rápidamente se intensificó a una intensidad máxima de 85 km/h (50 mph). Alrededor de las 12:00 UTC del 25 de septiembre, Mekkhala tocó tierra en el oeste de Hainan cerca de la intensidad máxima. Poco después, se trasladó al Golfo de Tonkin y se debilitó debido a la interacción de la tierra y al aumento de la cizalladura. Mekkhala siguió siendo una tormenta tropical débil hasta el 28 de septiembre, cuando se debilitó a una depresión tropical y se disipó poco después en el extremo norte del golfo de Tonkin.
Mekkhala dejó caer fuertes lluvias a lo largo de su camino, alcanzando un máximo de 479 mm (18,9 pulgadas) en Sanya en Hainan. A lo largo de la isla, fuertes vientos arrastraron a tierra o hundieron 20 embarcaciones, y 84 pescadores fueron rescatados. En todo Hainan, las fuertes lluvias destruyeron 2.500 casas y dejaron $80,5 millones en daños. Las fuertes lluvias se extendieron al suroeste de China, particularmente en Guangxi. En Beihai, la tormenta destruyó 335 casas, lo que provocó daños por valor de 22 millones de dólares.

### Tifón Higos
El tifón Higos se desarrolló el 25 de septiembre al este de las Islas Marianas del Norte. Siguió hacia el oeste-noroeste durante sus primeros días, intensificándose constantemente hasta convertirse en un poderoso tifón el 29 de septiembre. Higos se debilitó y giró hacia el noreste hacia Japón, tocando tierra en la prefectura de Kanagawa de ese país el 1 de octubre. Poco después, cruzó Tokio, convirtiéndose en el tercer tifón más fuerte en hacerlo desde la Segunda Guerra Mundial. Se debilitó al cruzar Honshu, y poco después de golpear a Hokkaidō el 2 de octubre, Higos se volvió extratropical. Los restos pasaron sobre Sakhalin y se disiparon el 4 de octubre.
Antes de atacar Japón, Higos produjo fuertes vientos en las Islas Marianas del Norte mientras pasaba hacia el norte. Estos vientos dañaron el suministro de alimentos en dos islas. Más tarde, Higos atravesó Japón con ráfagas de viento de hasta 161 km/h (100 mph), incluidas ráfagas récord en varios lugares. Un total de 608.130 edificios en el país quedaron sin electricidad y dos personas murieron electrocutadas a raíz de la tormenta. El tifón también dejó caer fuertes lluvias que alcanzaron un máximo de 346 mm (13,6 pulgadas). Las lluvias inundaron casas en todo el país y provocaron deslizamientos de tierra. Las altas olas arrastraron 25 botes a tierra y mataron a una persona a lo largo de la costa. Los daños en el país ascendieron a $2.14 mil millones (¥ 261 mil millones JPY), y hubo cinco muertes. Más tarde, los restos de Higos afectaron el Lejano Oriente ruso, matando a siete personas en dos naufragios cerca de Krai de Primorie.

### Tormenta tropical severa Bavi
Una perturbación tropical organizada dentro de la vaguada del monzón a principios de octubre cerca del FSM. La convección se consolidó gradualmente alrededor de una sola circulación, convirtiéndose en una depresión tropical el 8 de octubre. La cizalladura del viento fue débil y el flujo de salida fue bueno, lo que permitió un fortalecimiento lento; sin embargo, el sistema fue alargado, con una circulación separada hacia el oeste. Alrededor de este tiempo, el sistema produjo vientos huracanados en Kosrae en el FSM. A última hora del 9 de octubre, la Agencia Meteorológica de Japón (JMA) actualizó la depresión a tormenta tropical Bavi al este de Guam, aunque todavía era un sistema amplio en ese momento. Después de convertirse en tormenta tropical, Bavi se movió generalmente hacia el norte debido a una cresta que se retiraba hacia el noreste. Para el 11 de octubre, los vientos eran bastante débiles cerca del centro y eran más fuertes en las bandas de lluvia exteriores.. Ese día, la Agencia Meteorológica de Japón (JMA) estimó vientos máximos de 100 km/h (65 mph). A pesar de la estructura amplia, con una circulación expuesta en el pico, el Centro Conjunto de Advertencia de Tifones (JTWC) estimó vientos de hasta 130 km/h (80 mph), lo que convierte a Bavi en un tifón. Poco después de alcanzar los vientos máximos, la tormenta giró hacia el noreste y entró en los vientos del oeste. El aumento de la cizalladura debilitó la convección y Bavi se volvió extratropical el 13 de octubre. Continuó hacia el noreste y cruzó hacia el Pacífico central el 16 de octubre.

### Tormenta tropical severa Maysak
El 25 de octubre, persistió un área organizada de convección al sureste de la isla Wake. Con una cizalladura del viento mínima, desarrolló rápidamente una circulación, convirtiéndose en una depresión tropical el 26 de octubre. Debido a una cresta al este, se movió generalmente hacia el noroeste y se intensificó lentamente. A última hora del 27 de octubre, se fortaleció y se convirtió en tormenta tropical Maysak. Inicialmente, el sistema absorbió aire seco cercano, aunque la tormenta pudo continuar desarrollando una convección profunda. Una vaguada que se acercaba giró a Maysak hacia el noreste, y el 29 de octubre alcanzó vientos máximos de 100 km/h (65 mph), según la Agencia Meteorológica de Japón (JMA). En dos ocasiones, el Centro Conjunto de Advertencia de Tifones (JTWC) evaluó que Maysak se intensificó brevemente hasta convertirse en un tifón, basándose en una característica del ojo, aunque el aumento de la cizalladura más tarde causó un debilitamiento. Continuando hacia el noreste, Maysak se trasladó al Océano Pacífico central el 30 de octubre, momento en el que se había vuelto extratropical.

### Tifón Huko
En el océano Pacífico central, se desarrolló una depresión tropical en la vaguada del monzón el 24 de octubre al sur de Hawái. Se movió generalmente hacia el oeste-noroeste, intensificándose en la tormenta tropical Huko el 26 de octubre. Se convirtió en huracán dos días después, y se debilitó brevemente hasta volver al estado de tormenta tropical antes de volver a convertirse en huracán el 31 de octubre. El 3 de noviembre, Huko cruzó la línea internacional de cambio de fecha hacia el Pacífico occidental. A pesar de los patrones de afluencia favorables y las temperaturas cálidas de la superficie del mar, Huko solo se fortaleció para alcanzar vientos máximos de 140 km/h (85 mph). Se movió rápidamente hacia el oeste-noroeste debido a una fuerte cresta al norte. El aire seco hizo que Huko se debilitara levemente y el 4 de noviembre el tifón pasó a unos 95 kilómetros al noreste de la isla Wake. El tifón trajo fuertes lluvias y ráfagas de viento de 40 a 45 mph (64 a 72 km/h) a la isla. Huko se movió a través de una debilidad en la cresta, lo que resultó en un giro hacia el norte y noreste. A última hora del 5 de noviembre, Huko se debilitó por debajo del estado de tifón, y el aumento de la cizalladura causó un mayor debilitamiento. El 7 de noviembre, Huko se volvió extratropical, y más tarde ese día sus restos cruzaron de regreso al Pacífico central. Varios días después, los remanentes afectaron el norte de California.

### Tifón Haishen
A mediados de noviembre, un área de tormentas eléctricas se desarrolló al suroeste de Chuuk en el FSM dentro de la depresión del monzón. Con cizalla débil y buen flujo de salida, se organizó lentamente, convirtiéndose en depresión tropical el 20 de noviembre. Se movió rápidamente hacia el oeste-noroeste, intensificándose en la tormenta tropical Haishen a última hora del 20 de noviembre al sureste de Guam. Al pasar al sur de la isla, Haishen produjo vientos huracanados. La convección se organizó en un nublado denso central y desarrolló una característica ocular. Temprano el 23 de noviembre, Haishen se intensificó hasta convertirse en un tifón; en ese momento, comenzó a moverse hacia el norte debido a que se acercaba una vaguada. El tifón se intensificó rápidamente a vientos máximos de 155 km/h (100 mph). Poco después, Haishen comenzó a debilitarse debido al aumento de la cizalladura y el ojo se disipó rápidamente. A última hora del 24 de noviembre, se debilitó por debajo del estado de tifón, y temprano el 25 de noviembre Haishen se volvió extratropical. Los remanentes continuaron hacia el noreste, disipándose el 26 de noviembre.

### Tifón Pongsona
El tifón Pongsona fue el último tifón de la temporada y fue el segundo desastre más costoso en 2002 en los Estados Unidos y sus territorios. Se formó el 2 de diciembre de 2002 y se originó como un área de convección al este-sureste de Pohnpei a fines de noviembre. Con una cresta al norte, la depresión siguió generalmente hacia el oeste durante varios días, intensificándose en la tormenta tropical Pongsona el 3 de diciembre. Después de que se desarrolló un ojo el 5 de diciembre, la tormenta alcanzó el estatus de tifón al norte de Chuuk. La intensificación constante continuó, hasta que se hizo más rápida el 8 de diciembre mientras se acercaba a Guam. Ese día, la Agencia Meteorológica de Japón (JMA) estimó vientos máximos de 165 km/h (105 mph) y el Centro Conjunto de Advertencia de Tifones (JTWC) estimó vientos máximos de 240 km/h (150 mph), lo que convirtió a Pongsona en un súper tifón. Alrededor de su máxima intensidad, el ojo del tifón se movió sobre Guam y Rota. Después de golpear a Guam, Pongsona comenzó a moverse hacia el norte y luego hacia el noreste, debilitándose rápidamente debido a la presencia de aire seco y la interacción con una tormenta de latitudes medias que se aproximaba. Después de que la convección disminuyó en el centro, Pongsona se volvió extratropical temprano el 11 de diciembre. Temprano al día siguiente, se disipó al este de Japón.
En Guam, Pongsona fue el tercer tifón más intenso registrado en azotar la isla, con ráfagas de viento que alcanzaron los 278 km/h (173 mph). Los daños ascendieron a 700 millones de dólares, lo que la convierte en una de las cinco tormentas más costosas de Guam. El tifón hirió a 193 personas y mató a una persona. Además de sus fuertes vientos, Pongsona dejó caer lluvias torrenciales que alcanzaron un máximo de 650,5 mm (25,61 pulgadas). Un total de 1.751 casas fueron destruidas en Guam y otras 6.740 sufrieron daños en cierta medida. Grandes áreas perdieron agua y el sistema de carreteras sufrió graves daños. En la vecina Rota, Pongsona dañó 460 casas y destruyó 114, causando daños adicionales por $30 millones. Tanto Guam como las Islas Marianas del Norte fueron declaradas áreas de desastre federal, lo que puso a disposición fondos federales para reparar los daños causados por la tormenta. En Guam, el gobierno federal proporcionó alrededor de $125 millones en fondos para personas y otros programas.

### Otros sistemas
- El 15 de febrero, se desarrolló una débil depresión tropical al este de Mindanao, según la Agencia Meteorológica de Japón (JMA); al día siguiente, el sistema se disipó.[115] A principios de abril, se desarrolló una perturbación tropical a lo largo del extremo sur de un frente frío estacionario al oeste del atolón Enewetak.[3] Mientras se organizaba gradualmente, el sistema produjo ráfagas de viento con fuerza de vendaval en el FSM.[116]
- El 5 de abril, el Centro Conjunto de Advertencia de Tifones (JTWC) inició avisos sobre la depresión tropical 04W. El sistema se movió hacia el noroeste debido a una tormenta extratropical cercana, que luego provocó que la depresión también se volviera extratropical a unos 650 km (405 millas) al oeste-suroeste de isla Wake.[3] La Agencia Meteorológica de Japón (JMA) emitió su último aviso el 8 de abril.[3]
- Una depresión tropical se formó en el Mar de China Meridional el 28 de mayo, a la que PAGASA le dio el nombre de "Dagul".[3][25] El Centro Conjunto de Advertencia de Tifones (JTWC) nunca anticipó un fortalecimiento significativo,[117] y el sistema consistió principalmente en convección desplazada hacia el sureste de una amplia circulación.[25] Una cresta al sureste dirigió la depresión hacia el noreste, y el 30 de mayo la depresión tocó tierra en el suroeste de Taiwán. La combinación de la interacción de la tierra y la cizalladura del viento causó disipación ese día.[3]
- La Agencia Meteorológica de Japón (JMA) monitoreó una depresión tropical al este de Iwo Jima el 25 de julio, aunque al día siguiente la agencia ya no estaba rastreando el sistema.
- El 3 de agosto, se ubicó una pequeña circulación frente a la costa sureste de Japón, que luego desarrolló un área de convección sobre ella. El Centro Conjunto de Advertencia de Tifones (JTWC) inició avisos sobre la depresión tropical Decisiete-W a las 06:00 UTC del 5 de agosto,[70] describiendo el sistema como un "ciclón pequeño". Una cresta de nivel medio al sureste dirigió la depresión hacia el este lejos de Japón. Las condiciones desfavorables provocaron un debilitamiento y el Centro Conjunto de Advertencia de Tifones (JTWC) suspendió las advertencias seis horas después de su primera advertencia.[3]
- Otra depresión tropical se formó el 21 de septiembre al noreste de las Islas Marshall, pero se disipó al día siguiente.[97]
- En octubre se formaron tres depresiones que no se desarrollaron. La primera fue clasificada como depresión por la Agencia Meteorológica de Japón (JMA) el 12 de octubre en el Mar de China Meridional. Se disipó rápidamente, aunque el sistema dejó caer fuertes lluvias que alcanzaron los 108 mm (4,3 pulgadas) en una estación en las Islas Paracel.[105] El segundo, clasificado como depresión tropical Veintisiete-W por el Centro Conjunto de Advertencia de Tifones (JTWC), se formó el 17 de octubre a unos 1.220 km (760 millas) al este-noreste de Saipán. Se movió hacia el oeste debido a una cresta al norte y no se intensificó debido al flujo de salida débil y al aire seco. Se disipó el 19 de octubre.[3]

- El día anterior, se formó otra depresión cerca de la línea internacional de cambio de fecha.[105] Clasificado como depresión Tropical Veintiocho-W por el Centro Conjunto de Advertencia de Tifones (JTWC), se movió generalmente hacia el norte debido a una ruptura en la cresta. La cizalladura del viento disipó la depresión el 20 de octubre.[105]

## Nombres de los ciclones tropicales
Dentro del Océano Pacífico Noroccidental, tanto la Agencia Meteorológica de Japón (JMA) como la Administración de Servicios Atmosféricos, Geofísicos y Astronómicos de Filipinas (PAGASA) asignan nombres a los ciclones tropicales que se desarrollan en el Pacífico Occidental, lo que puede dar como resultado que un ciclón tropical tenga dos nombres. El Centro de Tifones RSMC Tokio de la Agencia Meteorológica de Japón asigna nombres internacionales a los ciclones tropicales en nombre del Comité de Tifones de la Organización Meteorológica Mundial (OMM), en caso de que se juzgue que tienen una velocidad del viento sostenida de 10 minutos de 65 km/h (40 mph). PAGASA nombra a los ciclones tropicales que se mueven o forman una depresión tropical en su área de responsabilidad ubicada entre 135°E y 115°E y entre 5°N y 25°N, incluso si el ciclón tiene un nombre internacional asignado. Los nombres de ciclones tropicales significativos son retirados, tanto por PAGASA como por el Comité de Tifones. Si la lista de nombres para la región de Filipinas se agota, los nombres se tomarán de una lista auxiliar de los cuales se publican los primeros diez cada temporada. Los nombres no utilizados están marcados en gris.

### Nombres internacionales
Se nombra un ciclón tropical cuando se considera que tiene una velocidad del viento sostenida de 10 minutos de 65 km/h (40 mph). La Agencia Meteorológica de Japón (JMA) seleccionó los nombres de una lista de 140 nombres, que habían sido desarrollados por los 14 países y territorios miembros del Comité de Tifones ESCAP/WMO. Los nombres retirados, si los hay, serán anunciados por la Organización Meteorológica Mundial (OMM) en 2003; los nombres de reemplazo se anunciarán en 2004. Los siguientes 24 nombres en la lista de nombres se enumeran aquí junto con su designación numérica internacional, si se usaban.
| Tapah    | Mitag    | Hagibis | Noguri  | Rammasun | Chataan | Halong   | Nakri | Fengshen | Kalmaegi | Fung-wong | Kammuri  |
| Phanfone | Vongfong | Rusa    | Sinlaku | Hagupit  | Changmi | Mekkhala | Higos | Bavi     | Maysak   | Haishen   | Pongsona |

#### Otros
Dos tormentas del Pacífico central, el huracán Ele 02C y el huracán Huko 03C, cruzaron esta cuenca. Se convirtieron en Tifón Ele y Tifón Huko, manteniendo su nombre original y el sufijo "C" en sus advertencias de Centro Conjunto de Advertencia de Tifones (JTWC).

#### Nombres retirados
- Los nombres Chataan, Rusa y Pongsona fueron retirados por el Comité de Tifones de la Organización Meteorológica Mundial (OMM). Los nombres Matmo, Nuri y Noul fueron elegidos para reemplazar a Chataan, Rusa y Pongsona respectivamente.[122]

### Filipinas
La Administración de Servicios Atmosféricos, Geofísicos y Astronómicos de Filipinas utiliza su propio esquema de nomenclatura para los ciclones tropicales en su área de responsabilidad. PAGASA asigna nombres a las depresiones tropicales que se forman dentro de su área de responsabilidad y a cualquier ciclón tropical que pudiera moverse a su área de responsabilidad, y las listas se reutilizan cada cuatro años. Los nombres que no fueron asignados están marcados en gris.
| Agaton             | Basyang            | Caloy               | Dagul              | Espada              |
| Florita            | Gloria             | Hambalos            | Inday              | Juan                |
| Kaka               | Lagalag            | Milenyo             | Neneng (sin usar)  | Ompong (sin usar)   |
| Paloma (sin usar)  | Quadro (sin usar)  | Rápido (sin usar)   | Sibasib (sin usar) | Tagbanwa (sin usar) |
| Usmán (sin usar)   | Venus (sin usar)   | Wisik (sin usar)    | Yayang (sin usar)  | Zeny (sin usar)     |
| Nombres auxiliares |                    |                     |                    |                     |
| Agila (sin usar)   | Bagwis (sin usar)  | Ciriaco (sin usar)  | Diego (sin usar)   | Elena (sin usar)    |
| Forte (sin usar)   | Gunding (sin usar) | Hunyango (sin usar) | Itoy (sin usar)    | Jessa (sin usar)    |